# Naučná stezka Sobíňov
Naučná stezka Sobíňov je naučná stezka, která vytváří okruh v Sobíňově a jeho nejbližším okolí. Její celková délka je cca 6,5 km a na její trase se nachází jedenáct zastavení. Pro turisty byla otevřena 25. června 2005. Je značena běžným zeleným turistickým značením a v seznamu tras Klubu českých turistů nese číslo 4441.

## Vedení trasy
Trasa začíná v Sobínově u obecního úřadu, odkud vede silničkou přes silnici II/345, přičemž na konci ulici odbočuje spolu s modrou turistickou značkou doprava a pokračuje až k rozcestí Březinka. Tady se prudce stáčí doprava a po polní cestě se vrací k silnici II/345, po napojení na ní se stáčí doleva směrem na Ždírec nad Doubravou, ovšem asi po 400 metrech se znovu stáčí doprava a prochází pod železniční tratí, okrajem Sobíňova a přes Doubravu, okrajem PR Niva Doubravy do osady Hlína ke stejnojmennému rozcestníku. U rozcestníku zahýbá doprava k Zahájskému rybníku, kousek za ním opět doprava a přes přírodní rezervaci zpátky do Sobíňova. U starého hřbitova odbočuje doleva k vlakovému nádraží (v části Sopoty), přes koleje a mezi novým hřbitovem a evangelickým hřbitovem se vrací zpět do centra k OÚ.

## Zastavení
- Sobíňov
- Březinka
- CHKO Železné hory
- Liběcká stezka
- Huť a Hlína
- Rybníky
- Les
- PR Niva Doubravy
- Terénní stanice
- Sopoty
- Tvrziště Soběnov